# 제이든 앤서니
제이든 카야 덴리 앤서니 (Jaidon Kya Denley Anthony, 1999년 12월 1일 ~ )는 잉글랜드의 축구 선수이며, 리즈 유나이티드에서 윙어로 뛰고 있다.